# Gran Premio de Montreal 2024
La 13.ª edición de la clásica ciclista Gran Premio de Montreal fue una carrera en Canadá que se celebró el 15 de septiembre de 2024 y discurrió en su totalidad en la ciudad de Montreal, donde se dieron 17 vueltas a un circuito de 12,3 km en los aledaños del Mont-Royal y la Escuela Politécnica para completar un recorrido de 209,1 kilómetros.
La carrera formó parte del UCI WorldTour 2024, siendo la trigésima tercera competición del calendario de máxima categoría mundial. El vencedor fue, por segunda vez tras su victoria en 2022, el esloveno Tadej Pogačar del UAE Emirates, quien estuvo acompañado en el podio por el español Pello Bilbao del Bahrain Victorious y el francés Julian Alaphilippe del Soudal Quick-Step, segundo y tercer clasificado respectivamente.

## Recorrido
El Gran Premio de Montreal dispuso de un recorrido total de 209,1 kilómetros, donde los ciclistas disputaron un circuito de 17 vueltas de 12,3 kilómetros hasta la línea de meta.

## Equipos participantes
Tomaron parte en la carrera 24 equipos: 18 de categoría UCI WorldTeam, 5 de categoría UCI ProTeam invitados por la organización y la selección nacional de Canadá. Formaron así un pelotón de 168 ciclistas de los que acabaron 89. Los equipos participantes fueron:
| WorldTeams (18)- Alpecin-Deceuninck - Arkéa-B&B Hotels - Astana Qazaqstan Team - Bahrain Victorious - Red Bull-Bora-Hansgrohe - Cofidis - Decathlon-AG2R La Mondiale - EF Education-EasyPost - Groupama-FDJ - Ineos Grenadiers - Intermarché-Wanty - Lidl-Trek - Movistar Team - Team dsm-firmenich PostNL - Soudal Quick-Step - Team Jayco AlUla - Team Visma \| Lease a Bike - UAE Team Emirates ProTeams (5)- Lotto Dstny - Israel-Premier Tech - Uno-X Mobility - Tudor Pro Cycling Team - Team Novo Nordisk Equipo nacional- Canadá |
| |

## Clasificación final
- La clasificación finalizó de la siguiente forma:[3]

### Clasificación general
| \| Clasificación general \| Clasificación general \| Clasificación general \| Clasificación general \| Clasificación general \| \| Ciclista \| Ciclista \| Equipo \| Tiempo \| \| \| --------------------- \| --------------------- \| -------------------------- \| --------------------- \| --------------------- \| \| 1.º \| Tadej Pogačar \| UAE Team Emirates \| 5 h 28 min 15 s \| \| \| 2.º \| Pello Bilbao \| Bahrain Victorious \| + 24 s \| \| \| 3.º \| Julian Alaphilippe \| Soudal Quick-Step \| + 40 s \| \| \| 4.º \| Maxim Van Gils \| Lotto Dstny \| + 40 s \| \| \| 5.º \| Ion Izagirre \| Cofidis \| + 40 s \| \| \| 6.º \| Toms Skujiņš \| Lidl-Trek \| + 40 s \| \| \| 7.º \| Tiesj Benoot \| Team Visma \\| Lease a Bike \| + 40 s \| \| \| 8.º \| Michael Woods \| Israel-Premier Tech \| + 40 s \| \| \| 9.º \| Edoardo Zambanini \| Bahrain Victorious \| + 40 s \| \| \| 10.º \| Jai Hindley \| Red Bull-Bora-Hansgrohe \| + 40 s \| \| \| 11.º \| Romain Bardet \| Team dsm-firmenich PostNL \| + 40 s \| \| \| 12.º \| Matteo Jorgenson \| Team Visma \\| Lease a Bike \| + 40 s \| \| \| 13.º \| Simon Yates \| Team Jayco AlUla \| + 40 s \| \| \| 14.º \| Andrea Bagioli \| Lidl-Trek \| + 40 s \| \| \| 15.º \| Alex Aranburu \| Movistar Team \| + 40 s \| \| \| 16.º \| Jakob Fuglsang \| Israel-Premier Tech \| + 45 s \| \| \| 17.º \| Wilco Kelderman \| Team Visma \\| Lease a Bike \| + 45 s \| \| \| 18.º \| Bauke Mollema \| Lidl-Trek \| + 54 s \| \| \| 19.º \| Bart Lemmen \| Team Visma \\| Lease a Bike \| + 58 s \| \| \| 20.º \| Magnus Sheffield \| Ineos Grenadiers \| + 1 min 00 s \| \| |                    |                            |                 |
| |                    |                            |                 |
| Fuente: ProCyclingStats |                    |                            |                 |
| Clasificación general |                    |                            |                 |
| Ciclista | Ciclista           | Equipo                     | Tiempo          |
| 1.º | Tadej Pogačar      | UAE Team Emirates          | 5 h 28 min 15 s |
| 2.º | Pello Bilbao       | Bahrain Victorious         | + 24 s          |
| 3.º | Julian Alaphilippe | Soudal Quick-Step          | + 40 s          |
| 4.º | Maxim Van Gils     | Lotto Dstny                | + 40 s          |
| 5.º | Ion Izagirre       | Cofidis                    | + 40 s          |
| 6.º | Toms Skujiņš       | Lidl-Trek                  | + 40 s          |
| 7.º | Tiesj Benoot       | Team Visma \| Lease a Bike | + 40 s          |
| 8.º | Michael Woods      | Israel-Premier Tech        | + 40 s          |
| 9.º | Edoardo Zambanini  | Bahrain Victorious         | + 40 s          |
| 10.º | Jai Hindley        | Red Bull-Bora-Hansgrohe    | + 40 s          |
| 11.º | Romain Bardet      | Team dsm-firmenich PostNL  | + 40 s          |
| 12.º | Matteo Jorgenson   | Team Visma \| Lease a Bike | + 40 s          |
| 13.º | Simon Yates        | Team Jayco AlUla           | + 40 s          |
| 14.º | Andrea Bagioli     | Lidl-Trek                  | + 40 s          |
| 15.º | Alex Aranburu      | Movistar Team              | + 40 s          |
| 16.º | Jakob Fuglsang     | Israel-Premier Tech        | + 45 s          |
| 17.º | Wilco Kelderman    | Team Visma \| Lease a Bike | + 45 s          |
| 18.º | Bauke Mollema      | Lidl-Trek                  | + 54 s          |
| 19.º | Bart Lemmen        | Team Visma \| Lease a Bike | + 58 s          |
| 20.º | Magnus Sheffield   | Ineos Grenadiers           | + 1 min 00 s    |

## Ciclistas participantes y posiciones finales
Convenciones:
- AB-N: Abandono en la etapa N
- FLT-N: Retiro por llegada fuera del límite de tiempo en la etapa N
- NTS-N: No tomó la salida para la etapa N
- DES-N: Descalificado o expulsado en la etapa N

## UCI World Ranking
El Gran Premio de Montreal otorgó puntos para el UCI World Ranking para corredores de los equipos en las categorías UCI WorldTeam, UCI ProTeam y Continental. Las siguientes tablas son el baremo de puntuación y los diez corredores que obtuvieron más puntos:
| Posición   | 1.º | 2.º | 3.º | 4.º | 5.º | 6.º | 7.º | 8.º | 9.º | 10.º | 11.º | 12.º | 13.º | 14.º | 15.º | 16.º-20.º | 21.º-30.º | 31.º-50.º | 51.º-55.º | 56.º-60.º |
| Puntuación | 500 | 400 | 325 | 275 | 225 | 175 | 150 | 125 | 100 | 85   | 70   | 60   | 50   | 40   | 35   | 30        | 20        | 10        | 5         | 3         |

| Clasificación |                    |                         |        |
| Ciclista      | Ciclista           | Equipo                  | Puntos |
| ------------- | ------------------ | ----------------------- | ------ |
| 1.º           | Tadej Pogačar      | UAE Emirates            | 500    |
| 2.º           | Pello Bilbao       | Bahrain Victorious      | 400    |
| 3.º           | Julian Alaphilippe | Soudal Quick-Step       | 325    |
| 4.º           | Maxim Van Gils     | Lotto Dstny             | 275    |
| 5.º           | Ion Izagirre       | Cofidis                 | 225    |
| 6.º           | Toms Skujiņš       | Lidl-Trek               | 175    |
| 7.º           | Tiesj Benoot       | Visma \| Lease a Bike   | 150    |
| 8.º           | Michael Woods      | Israel-Premier Tech     | 125    |
| 9.º           | Edoardo Zambanini  | Bahrain Victorious      | 100    |
| 10.º          | Jai Hindley        | Red Bull-BORA-hansgrohe | 85     |